# そこがききたい新婚さん
『そこがききたい新婚さん』（そこがききたいしんこんさん）は、1971年2月2日から同年3月30日までフジテレビ系列局で放送されていたフジテレビ製作のトーク番組である。全9回。放送時間は毎週火曜 21:00 - 21:30 （日本標準時）。

## 概要
当時話題になっていた芸能人夫婦をゲストに招いていたスタジオ公開番組で、彼らの私生活を意地の悪い質問や隠し撮りフィルムなどを交えながら紹介していた。

## 出演者

### 司会
第1回のみ小川宏が務め、第2回以降は曽我廼家明蝶と黒木ひかるが務めていた。

### 出演夫婦
| 回 | 放送日  | 出演夫婦                         |
| -- | ------- | -------------------------------- |
| 1  | 2月2日  | 長沢純・川口晶夫婦               |
| 2  | 2月9日  | 安田伸・竹腰美代子夫婦           |
| 3  | 2月16日 | 東八郎夫婦                       |
| 4  | 2月23日 | マイク真木・前田美波里夫婦       |
| 5  | 3月2日  | 柳家かゑる（後の鈴々舎馬風）夫婦 |
| 6  | 3月6日  | 井沢八郎夫婦                     |
| 7  | 3月16日 | 東山明美夫婦                     |
| 8  | 3月23日 | ？                               |
| 9  | 3月30日 | 山田太郎夫婦                     |